# Clitena
Clitena là một chi bọ cánh cứng trong họ Chrysomelidae.
Chi này được Baly miêu tả khoa học năm 1864.

## Các loài
Các loài trong chi này gồm:
- Clitena limbata Baly, 1864
- Clitena maculipennis (Chen, 1942)